# Roberto Ruffilli
Roberto Ruffilli (Forlì, 18 febbraio 1937 – Forlì, 16 aprile 1988) è stato un politologo e politico italiano.

## Biografia
Nel dopoguerra si avvicina all'ambiente culturale salesiano della città tramite la frequentazione dell'oratorio sito nella parrocchia di San Biagio. Nel 1956, a Forlì, conseguì la maturità classica al liceo classico Giovanni Battista Morgagni, ottenendo anche un elogio dal Ministero della pubblica istruzione.
Partecipò, poi, con successo, al concorso per i dieci posti gratuiti banditi dal Collegio Augustinianum della Università Cattolica del Sacro Cuore di Milano, dove scelse di frequentare la facoltà di scienze politiche: laureato nel 1960 a pieni voti. Gli studi proseguirono presso l'Istituto per la Scienza dell'Amministrazione Pubblica ISAP Milano, dove poté sviluppare le esperienze di studio maturate negli anni precedenti e svolgere il suo tirocinio di ricercatore in un ambiente stimolante e innovativo.
Nel 1968, in un periodo fortemente tormentato e difficile della vita universitaria, Ruffilli tornò come direttore al Collegio Augustinianum. Lasciò l'incarico nel 1970 per volgersi più intensamente agli studi dell'evoluzione dello Stato nell'Europa moderna e nel mondo contemporaneo; sulla trasformazione dei regimi democratici nel XX secolo, con particolare riguardo ai processi di mutamento e di riforma istituzionale degli ordinamenti amministrativi e politici dell'Italia pre-unitaria e unita; sul processo di formazione della Carta Costituzionale italiana; sulle riforme istituzionali.
Fra il 1971 e il 1976 si trasferì a Sassari per ricoprire la sua prima cattedra presso la neonata facoltà di scienze politiche e, in un ambiente di giovane dinamismo culturale, consolidò amicizie e condivise competenze con studenti che sarebbero diventati studiosi tra i più influenti negli anni successivi, tra cui Zagrebelsky, Onida e De Siervo.
Nel 1977 passò alla facoltà di scienze politiche dell'Università di Bologna, dove tenne la cattedra di storia contemporanea.
Riprendendo le analisi di Moro, all'indomani della sua uccisione, Ruffilli si misurava con il tema della crisi politica insistendo sulla trasformazione delle istituzioni attraverso il rilancio del dialogo tra le forze politiche e l'incremento della partecipazione popolare. L'obiettivo era la responsabilizzazione di partiti e il rilancio del gioco democratico a partire dal basso.
Gli studi di Ruffilli non sono solo accademici, ma individuano tecniche e metodi ben definiti. Nella sua visione politica ai partiti, dei quali ha sempre fortemente sottolineato la funzione insostituibile per la vita democratica, deve essere chiesto di prescegliere, in sede di competizione elettorale, la coalizione di governo che andranno a formare, così da pervenire ad un sistema nel quale blocchi ideali e politici si alternino al governo del Paese. In questo modo, il cittadino è il vero arbitro nello scegliere e nel cambiare la maggioranza di governo, e non affida ai soli partiti una delega in bianco, che rischierà di svuotare di contenuti il mandato elettorale conferito.
Tra i suoi testi più importanti vanno ricordati Materiali per la riforma elettorale ed Il cittadino come arbitro.

### Carriera politica
Negli anni ottanta la vita di studioso di Ruffilli si intrecciò con l'impegno diretto nella vita politica. Dapprima entrò a far parte del "gruppo di lavoro" del segretario della Democrazia Cristiana, Ciriaco De Mita (come suo consigliere per le riforme istituzionali).
Nel 1983 accettò di candidarsi al Senato della Repubblica, dove venne eletto nelle file della DC.
Anche in Parlamento, Ruffilli mantenne il suo stile semplice e sereno, di intellettuale discreto, di persona mite e attenta ai problemi e alle posizioni di tutti. La sua attività politica fu un coerente sviluppo di quella di studioso: essa lo condusse ad assumere un ruolo di primo piano nell'analisi del sistema politico italiano, oltre che nello studio e nell'elaborazione del progetto di riforma istituzionale ed elettorale, del quale si occupa come dirigente del Dipartimento "Stato e Istituzioni" del suo partito.
Venne rieletto al Senato alle elezioni politiche del 1987.

### L'omicidio
Le Brigate Rosse-Partito comunista combattente (BR-PCC), il 16 aprile 1988 (proprio pochi giorni dopo la nascita del nuovo governo presieduto da De Mita, che Ruffilli aveva contribuito a creare), assassinarono Roberto Ruffilli. Appena rientrato nella sua casa forlivese da un convegno in città, Ruffilli fu sorpreso dai brigatisti Stefano Minguzzi e Franco Grilli, che travestiti da postini suonarono alla porta della sua abitazione con la scusa di recapitargli un pacco; entrati nell'abitazione, lo condussero nel soggiorno, dove lo fecero inginocchiare accanto al divano per poi ucciderlo con tre colpi alla nuca.
Gli esami balistici svelarono che con quella stessa arma si agì anche contro i due giovani militanti missini Franco Bigonzetti e Francesco Ciavatta, assassinati il 7 gennaio 1978 nella cosiddetta strage di Acca Larentia; contro l'ex sindaco di Firenze Lando Conti nel 1986; contro l'economista Ezio Tarantelli ucciso a Roma nel 1985.
Dopo una telefonata al quotidiano la Repubblica, nel giorno stesso dell'assassinio, alle 10.40 del 21 aprile fu ritrovato, in un bar di via Torre Argentina a Roma, un volantino rivendicante l'uccisione, che esordiva così:
Firmato: Brigate Rosse per la costituzione del Partito Comunista Combattente»
Il 7 maggio venne rinvenuto il suo testamento. I suoi risparmi andarono per metà all'Università Cattolica di Milano, dove si era laureato, affinché venissero istituite borse di studio per giovani ricercatori nell'ambito delle scienze storiche e religiose, e per metà alla sua parrocchia. Le sue carte ed i suoi libri andarono all'allora istituenda facoltà di scienze politiche dell'Università di Bologna, sede di Forlì, e sono conservati presso la Biblioteca Centrale Roberto Ruffilli.
Gli assassini furono condannati all'ergastolo.
A Ruffilli resta, come dice Giovanni Bianchi, "un riconoscimento unanime: il senatore Roberto Ruffilli rappresentava una precisa iniziativa politica, quella della riforma delle istituzioni in grado di avviare una fase nuova nella democrazia italiana".
Dopo la sua morte gli subentra nel seggio al Senato il collega Carlo Tani.
È sepolto nel cimitero monumentale di Forlì.

## Commemorazioni
Per ricordare Roberto Ruffilli, sono stati a lui dedicati:
- un'aula (la G.115) dell'Università Cattolica di Milano;
- un'aula della Scuola di scienze politiche dell'Università di Bologna, in Strada Maggiore 45;
- l'Istituto Statale di Istruzione Superiore "R.Ruffilli" che a partire dall'a.s. 2000/2001 comprende l'Istituto Professionale per i Servizi Sociali "Melozzo da Forlì" e l'Istituto Professionale per il Commercio e il Turismo "Ivo Oliveti" (a far data dal 1º settembre 2014 ha assunto la nuova denominazione di Istituto Professionale "Ruffilli");
- una casa di riposo, sita nel lato opposto della strada ove venne ucciso;
- una Fondazione che promuove iniziative di studio, ricerca e formazione sui temi della vita pubblica;
- un riconoscimento della Camera di Commercio di Forlì-Cesena, agli studenti che hanno superato l'esame di stato della scuola media secondaria con una votazione di 100/100;
- piazze a: Cernusco Sul Naviglio, città dell'area metropolitana di Milano; Casalgrande (RE); Poggio Mirteto Scalo (RI); vie a: Seveso (MB); Bollate (MI); Zelo Buon Persico (LO); Curno (BG); Spirano (BG); Pianezza (TO);
- la Biblioteca Centrale del Campus di Forlì dell'Università di Bologna;
- la Biblioteca Salaborsa Lab a Bologna, in Vicolo Bolognetti 2;
- una scalinata a Roma via Tripolitania;
- L'aula conferenze del Collegio Augustinianum;
- il 16 aprile 2018 a Forlì, per ricordare i 30 anni dall'omicidio, il presidente della Repubblica Sergio Mattarella partecipa all'intitolazione della piazzetta "Roberto Ruffilli" (area antistante alla chiesa di Sant'Antonio Abate nel quartiere di Ravaldino);
- In passato, prima della sua confluenza nella Scuola di scienze politiche, anche la facoltà di scienze politiche dell'Università di Bologna, sede di Forlì, era intitolata a Roberto Ruffilli;

## Cinema
- Alessandro Quadretti e Domenico Guzzo, Cittadino Ruffilli, Officinemedia, 2019 [9].